# Jenaro Pérez Villaamil
Jenaro Pérez de Villaamil y d'Huguet (n. 3 februarie 1807, Ferrol, Galicia, Spania – d. 5 iunie 1854, Madrid, Noua Castilie⁠(d), Spania) a fost un pictor spaniol în stil romantic, specializat în peisaje cu figuri și scene arhitecturale. A mărit adesea scara clădirilor în raport cu personajele pentru a le face mai impresionante.

## Biografie
S-a născut la Ferrol, Galicia. În 1812, a fost înscris la academia militară din Santiago de Compostela, unde și-a asistat tatăl, care era profesor acolo. A plecat la Madrid în 1820 pentru a studia la „Reales Estudios de San Isidro” (acum parte a Colegio Imperial de Madrid⁠(d)). Trei ani mai târziu, s-a dus la Cádiz pentru a se înrola în armata care lupta contra armatei „O sută de mii de fii ai Sfântului Ludovic ” trimiși de ducele de Angoulême. A fost rănit și ținut pentru scurt timp prizonier de război. Ulterior, a rămas acolo pentru a studia la „Escuela de Bellas Artes”.
În 1830, a plecat la San Juan, Puerto Rico, împreună cu fratele său Juan (decedat în 1863), care era și pictor, unde au decorat Teatrul Tapia și au mai rămas acolo câțiva ani, lucrând ca scenografi. La întoarcerea sa în Spania în 1833, a făcut cunoștință cu pictorul scoțian David Roberts, care a avut o influență decisivă asupra stilului său.

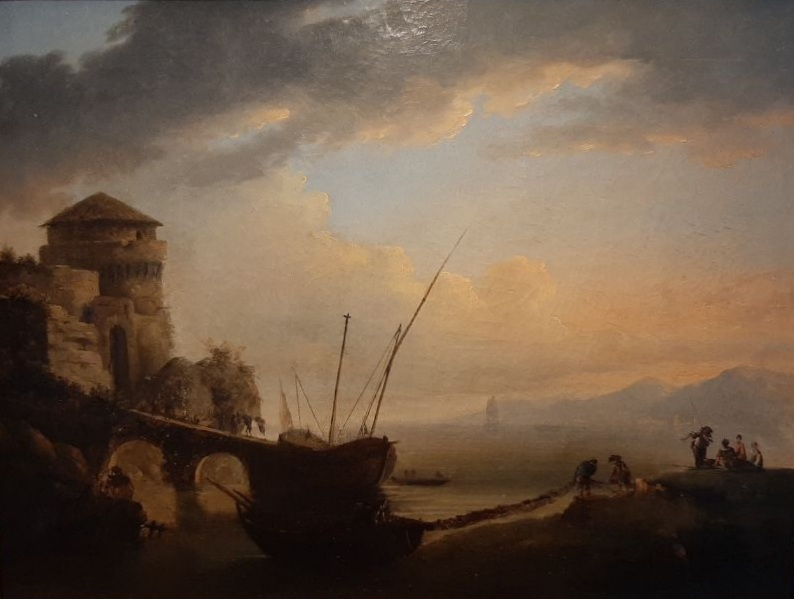
Pescarii de pe mal

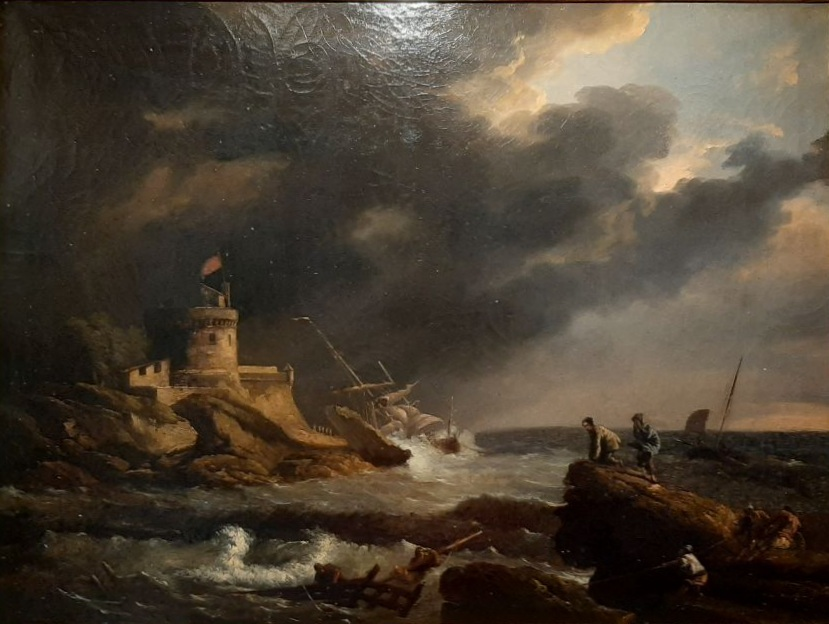
Furtuna

S-a stabilit la Madrid în 1834 și a devenit membru al Real Academia de Bellas Artes de San Fernando în anul următor. În 1840, a fost numit pictor onorific al curții al reginei Isabela a II-a. În timpul regimului lui Baldomero Espartero⁠(d), din 1840 până în 1844, și-a părăsit soția și copilul cel mic și a trăit în exil autoimpus în Franța și Belgia, folosind afacerile artistice ca scuză pentru absența sa. După ce a călătorit prin Europa, s-a întors în 1845 și a obținut catedra de pictură peisagistică la Academie, unde mai târziu a devenit director.
S-a întors în Galicia pentru o ședere prelungită în 1849 și a călătorit mult în toată Spania până în 1852, când a început să sufere de boli hepatice. A murit la Madrid doi ani mai târziu, la doar patruzeci și șapte de ani.

## Picturi (selecție)

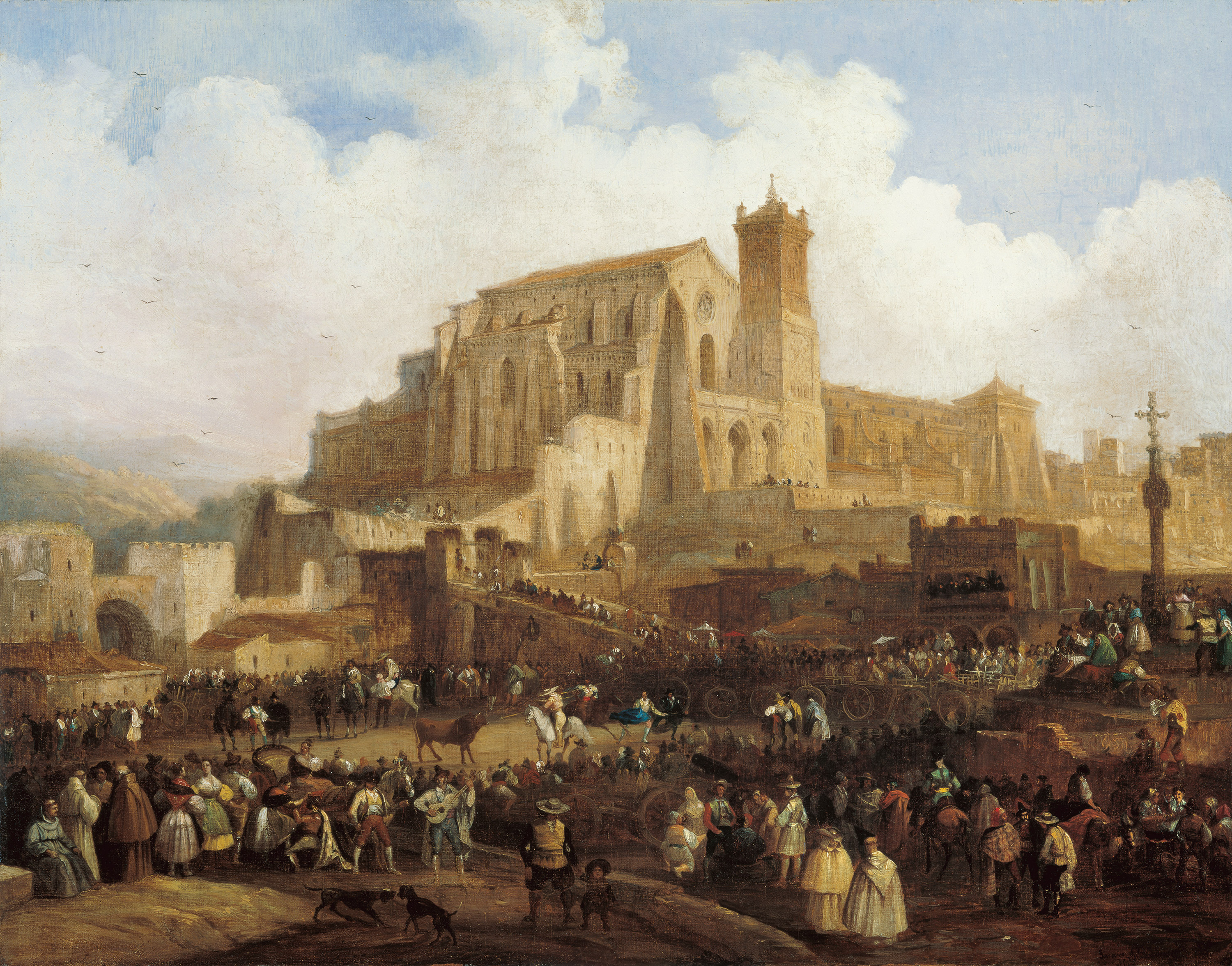
Luptă cu tauri din sat (1838)
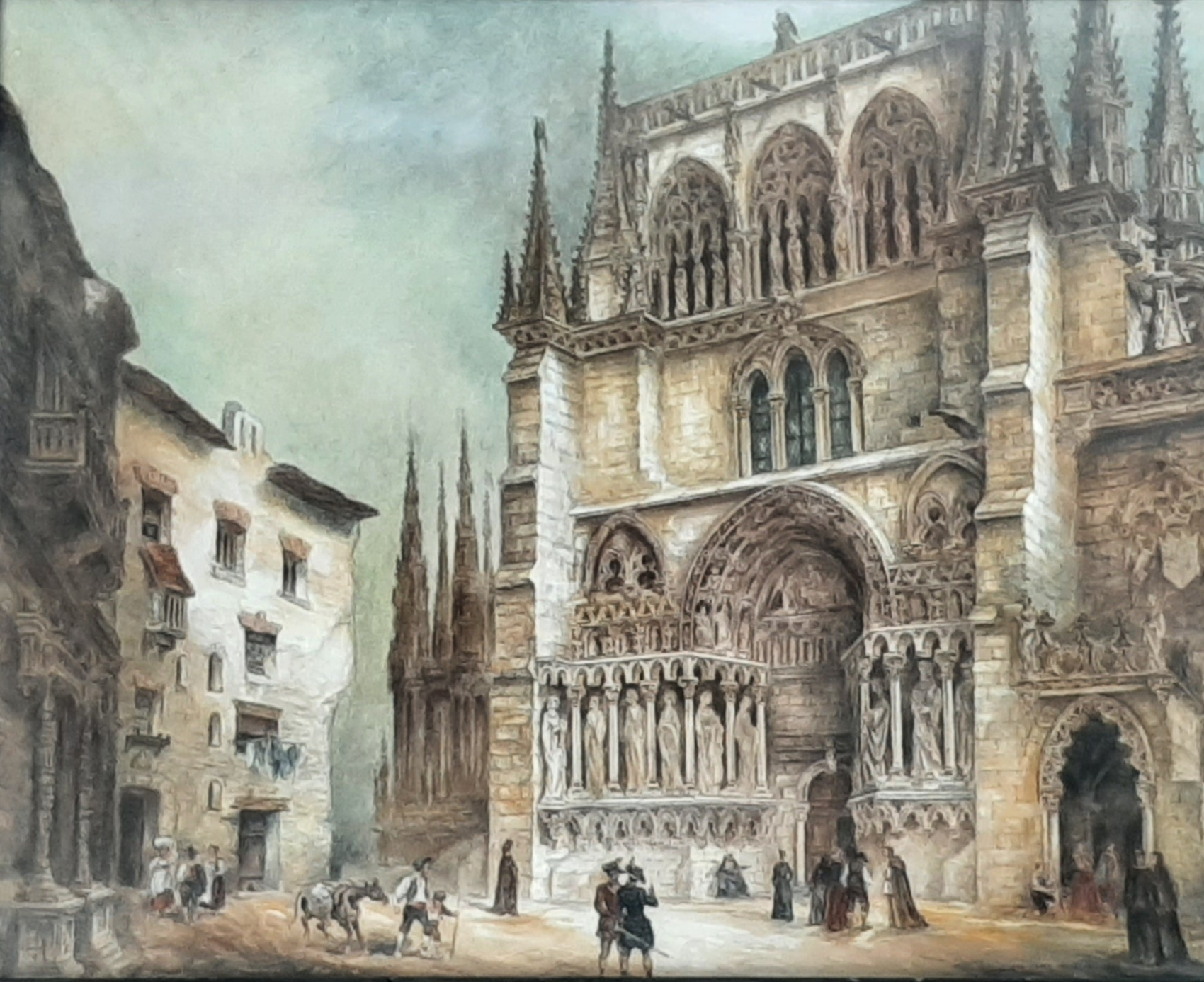
Fațada Catedralei (înainte de 1842)
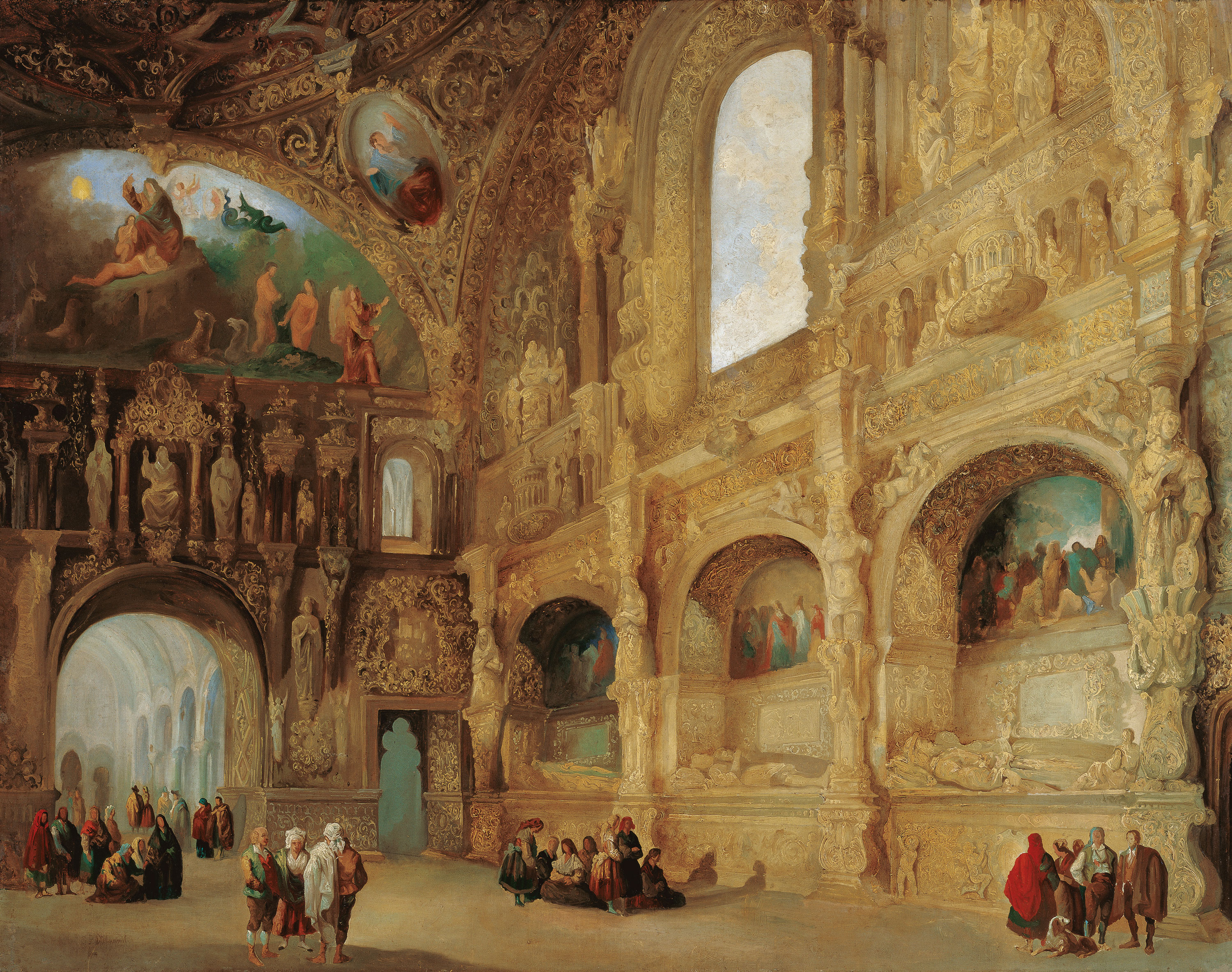
Capela familiei Benavente din Medina de Rioseco⁠(d) (1842)
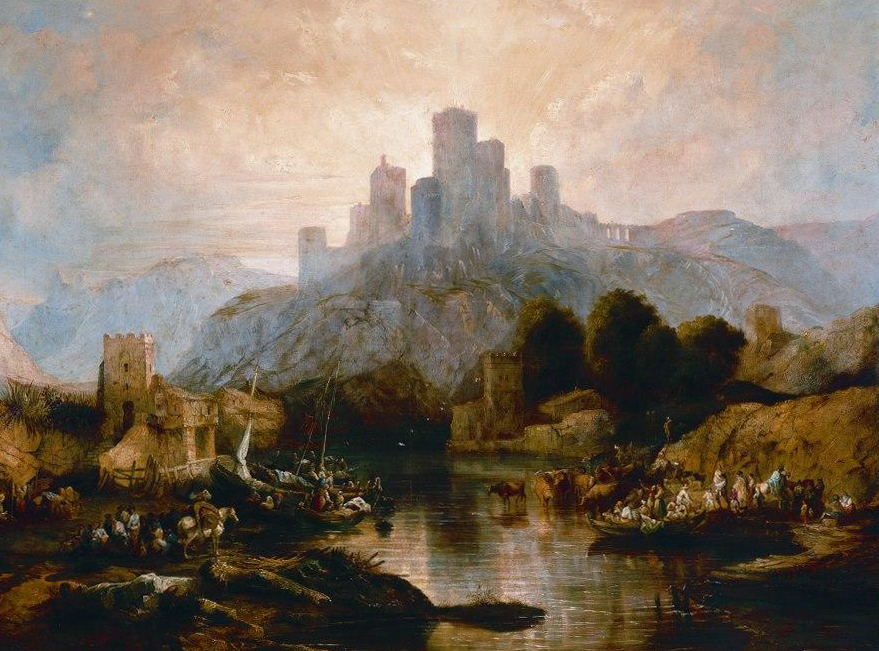
Castelul Alcala de Guadaira (1843)
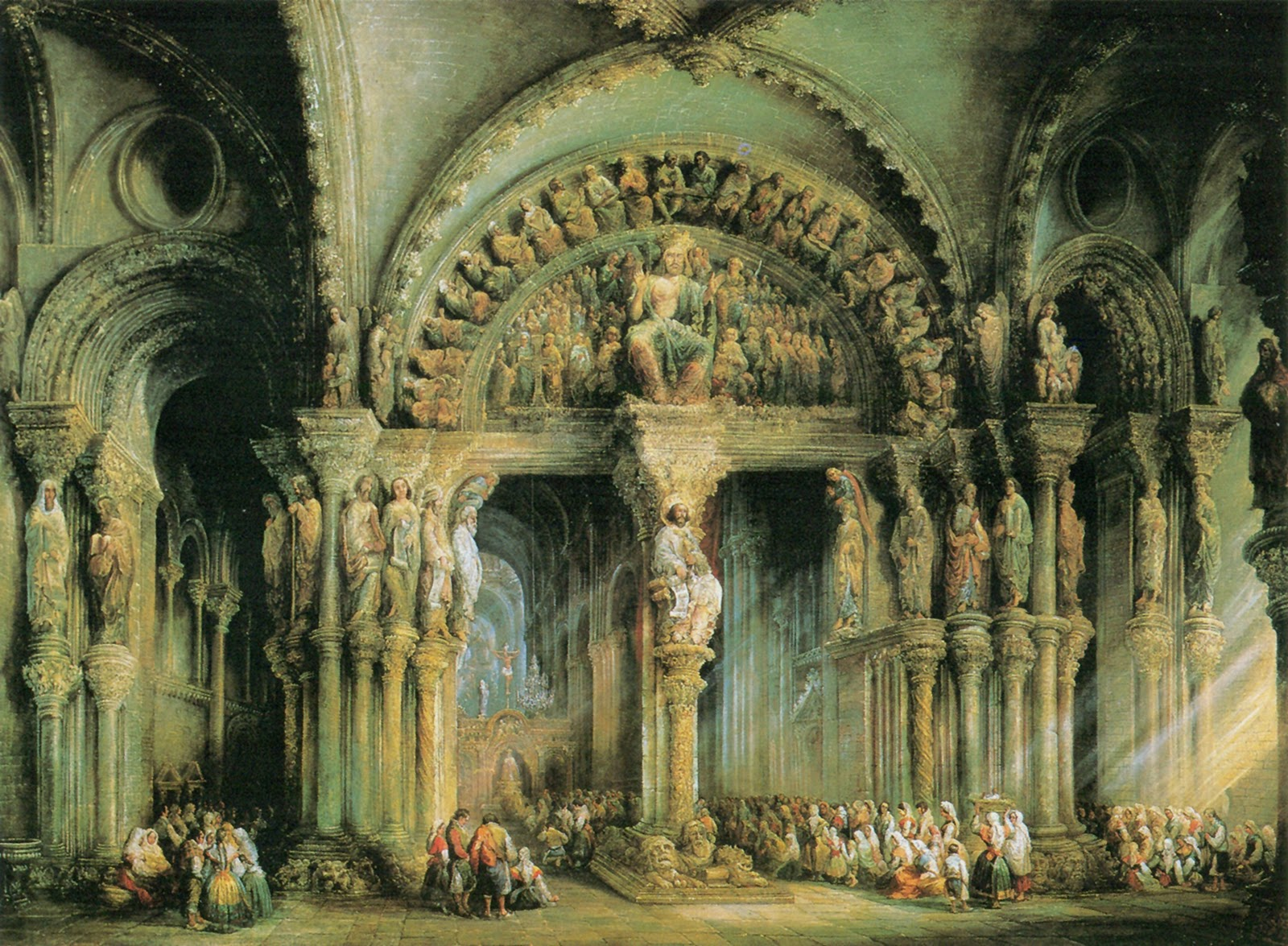
Pórtico de la Gloria, Catedrala Santiago de Compostela (1849)
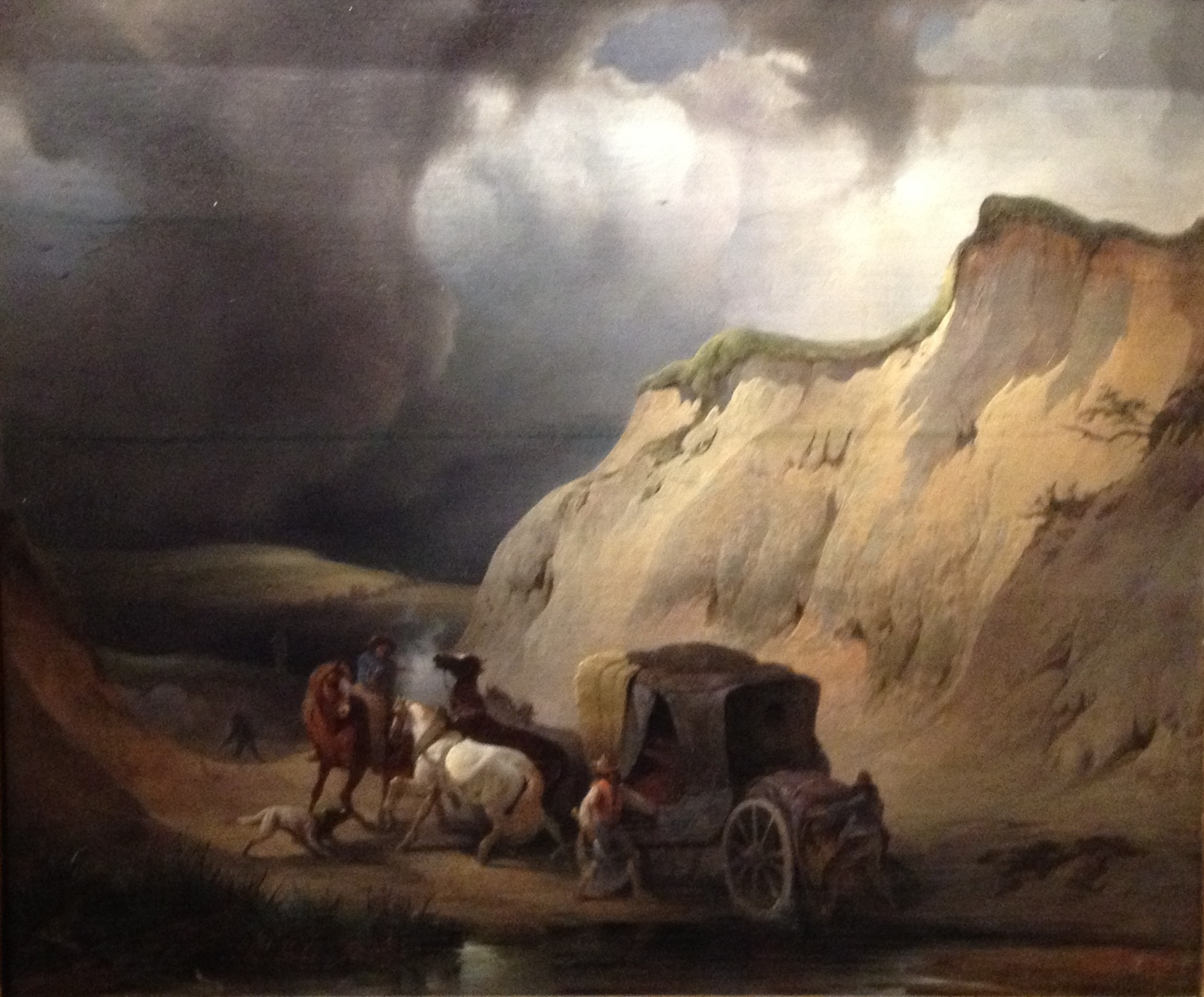
Atacul asupra diligenței (1850)

## Publicații
- Jenaro Pérez de Villaamil, cu text de Patricio de la Escosura : España artística y monumental: vistas y descripción de los sitios y monumentos más notables de España . París: Alberto Hauser (Amprenta lui Fain & Thunot); Vol.I 1842, Vol.II 1844, Vol.III 1850.